# Commer FC
Commer wurde vor allem als Hersteller von Transportern für die britische Post Office bekannt, insbesondere mit dem 1960 in vielen Karosserievarianten vorgestellten Commer FC-PA.
Diesen gab es auch als Kastenwagen und Kleinbus ursprünglich mit 1500 cm³–Ottomotor. Mit Überarbeitungen wurde der Commer FC-PA 1967 zum FC-PB und zum SpaceVan 1974. Bis 1976 wurde er als Commer oder Fargo angeboten, danach vermarktete ihn Chrysler Europe als Dodge Spacevan.

## Commer/Fargo FC-PA/PB, Spacevan 1960–1976, Dodge Spacevan 1977–1983
Bei der Modellreihe handelte es sich um Frontlenker-Lieferwagen mit schmaler vorderer Spur. Diese war ein Vermächtnis der technischen Verwandtschaft mit den Humber-Pkws. Zunächst war für den ab Werk außer als Kastenwagen/Kleinbus auch als Pritschenwagen, Wohnmobil und Fahrgestell für Aufbauten lieferbaren Kleintransporter nur ein Vierzylinder-Ottomotor aus dem Hillman Minx mit 1500 cm³ Hubraum und Viergangschaltgetriebe lieferbar. Der Motor wurde später auf 1600 cm³ vergrößert. Die Handbremse wirkte auf die vorderen Trommelbremsen.

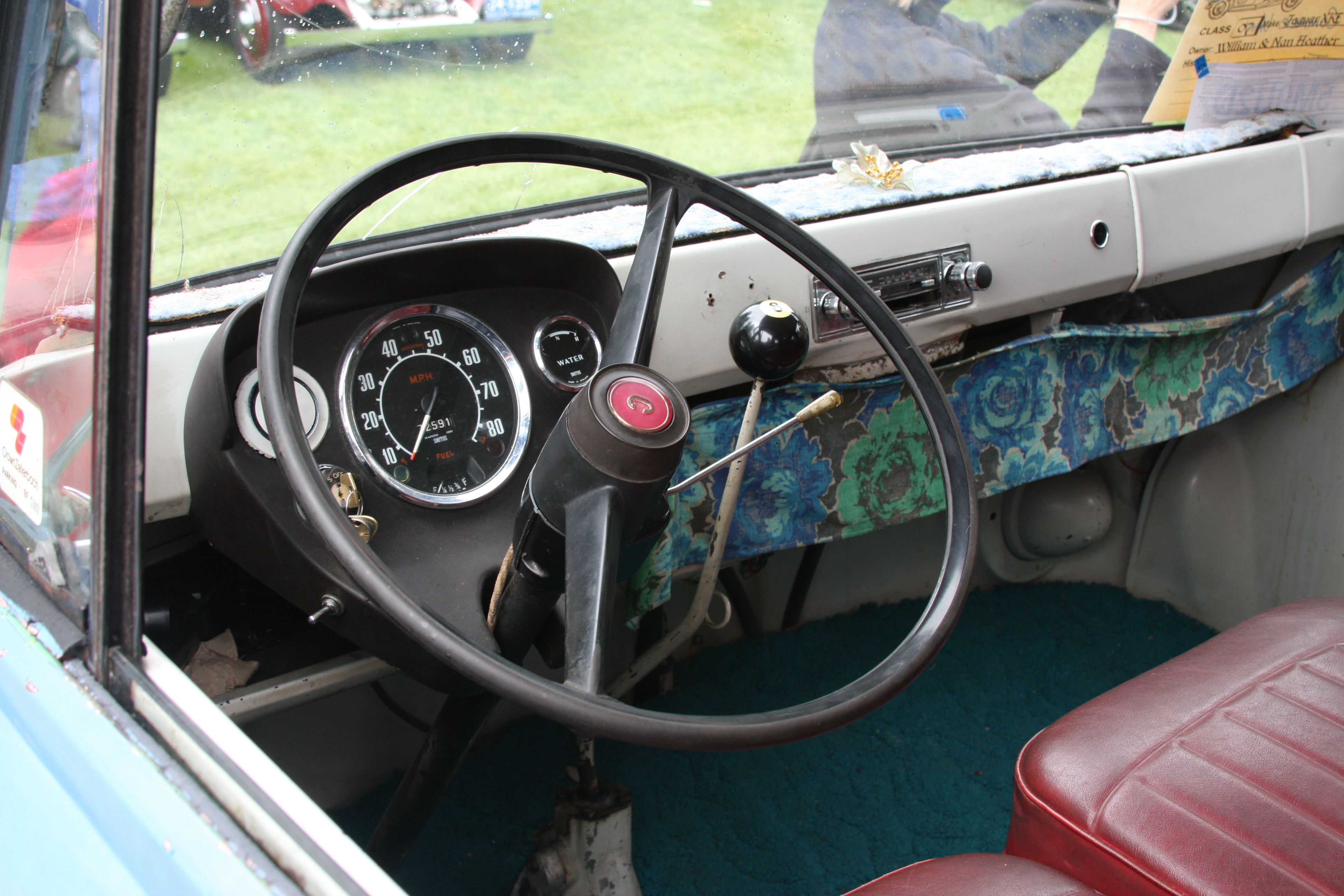
Commer FC Innenraum 1964

Nach einer Modellüberarbeitung wurde die Serie 1967 zum FC-PB und hatte ab 1968 einen Vierzylinderottomotor mit 1725 cm³ Hubraum. Zur Wahl stand nun auch der Dieselmotor Perkins 4108.
Der Motor mit 1725 cm³ war in den 1970er-Jahren mit einem Dreistufen-Automatikgetriebe (BorgWarner Modell 35) verfügbar. Ab 1974 war das Vierganggetriebe auch mit Overdrive erhältlich.
Der Test einer Wohnmobilversion ergab 1974 eine maximale Geschwindigkeit von 70 mph (113 km/h) und eine Beschleunigung von 0–50 mph (80 km/h) in 25 Sekunden mit dem 1725-cm³-Ottomotor. Damit war der Commer FC langsamer als die Modelle BMC 250 JU und BMC J4 des Konkurrenten BLMC. Die Tester meinten aber, dass der Van bei 70 Stundenmeilen an seinem absoluten Limit sei und empfahlen den Lesern, höchstens 65 mph (105 km/h) zu fahren.
Der Lieferwagen war auch bei Flottenbetreibern weniger beliebt als etwa der Bedford CA oder der Ford Transit. Einer der Gründe hierfür mag wie bei den Modellen BMC 250 JU und J4, die Bauweise mit dem Motor zwischen den Sitzen über der Achse sein. Dies beschränkt den Zugang zum Motor und ein Motorwechsel ist aufwändig. Der einzige Weg, den Motor ohne die Vorderachse auszubauen war, die Windschutzscheibe zu entfernen und den Motor durch die Beifahrertür herauszubugsieren.
Nachdem Chrysler Europe in finanzielle Schwierigkeiten geraten war, erhielt das Unternehmen von der britischen Regierung finanzielle Unterstützung. Dafür musste der Spacevan, der für sein gutes Bremsverhalten, gute Kurvenfahrt und angemessenen Preis gelobt wurde, in Leistung, Komfort und Höchstgeschwindigkeit überarbeitet und weiter produziert werden. 
Der überarbeitete Spacevan wurde somit 1977 nun als Dodge Spacevan eingeführt.
Er hatte zwar grundsätzlich die gleiche Mechanik, jedoch zahlreiche Änderungen der Form, eine neue Innenraumausstattung, ein neues Armaturenbrett und bot mehr Fahrkomfort durch bessere Isolierung der Karosserie und Motordämmung. Der 1,7-Liter-Ottomotor bot nun 37 kW (mit niedriger Kompression) oder 42 kW (mit hoher Kompression), während der Dieselmotor 31 kW Leistung erbrachte.
Nach dem Verkauf von Chrysler Europe 1978 an PSA beschloss der neue Eigentümer, die Modellreihe einzustellen und ein Modell aus dem PSA-Konzern einzuführen. Nachdem aber neue Aufträge mit der Post Office Telefon vorlagen, änderte man diese Meinung. Die Post Office war fast ausschließlich dafür verantwortlich, dass der veraltete Spacevan überhaupt noch so lange in der Produktion war. Die im Oktober 1981 gegründete British Telecom übernahm die Abnahmeverpflichtung, sodass der letzte Spacevan 1983 gebaut wurde und auch in den 1980er-Jahren ein vertrauter Anblick im Vereinigten Königreich blieb, zu einem Zeitpunkt, als alle einstigen Konkurrenzmodelle längst durch Nachfolger ersetzt und aus dem alltäglichen Straßenbild verschwunden waren. 1984 führte PSA dann als Nachfolger den mit Fiat zusammen entwickelten Peugeot J5 ausschließlich im Vereinigten Königreich unter dem Namen Talbot Express ein.

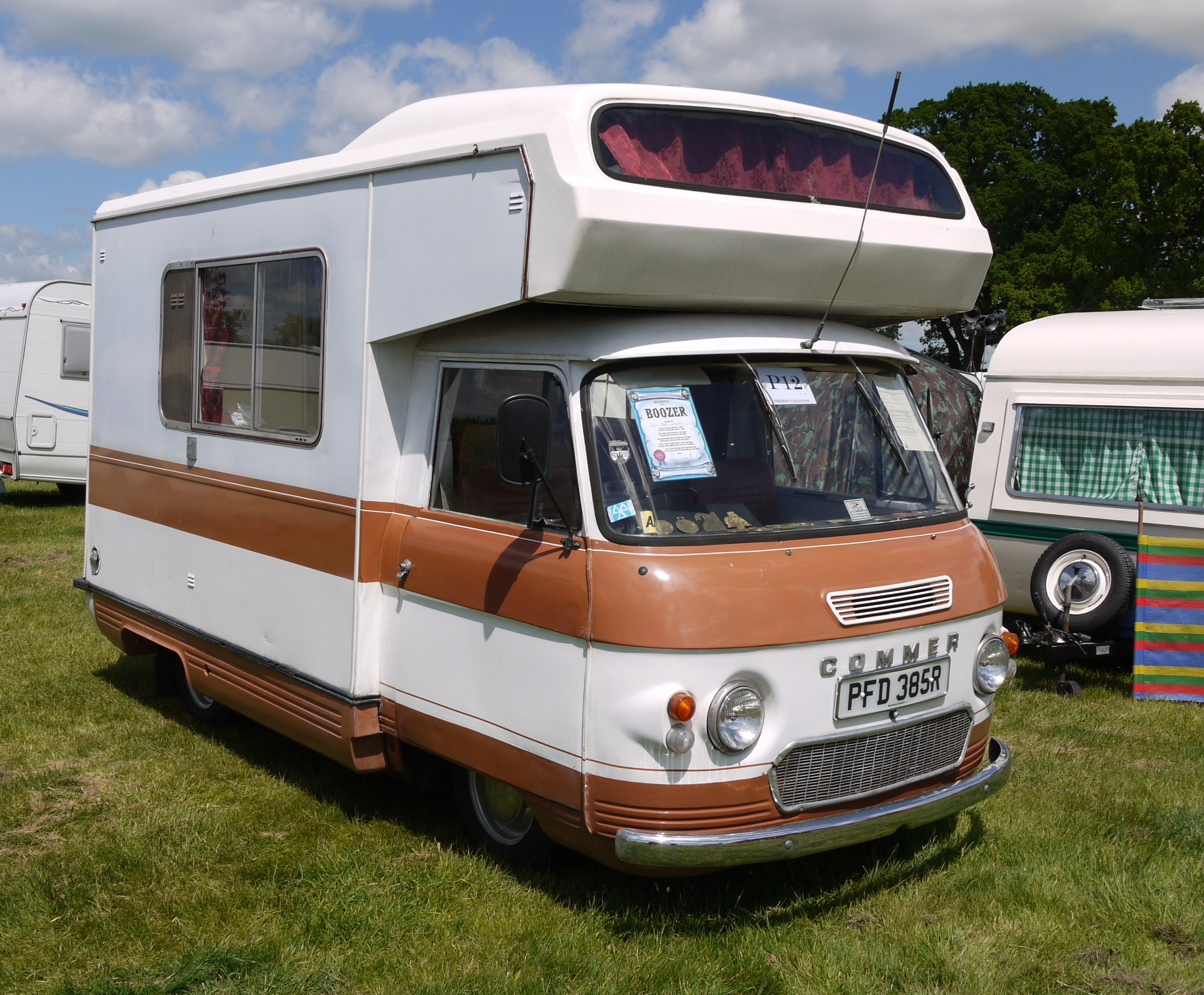
Commer FC Wohnmobil 1976
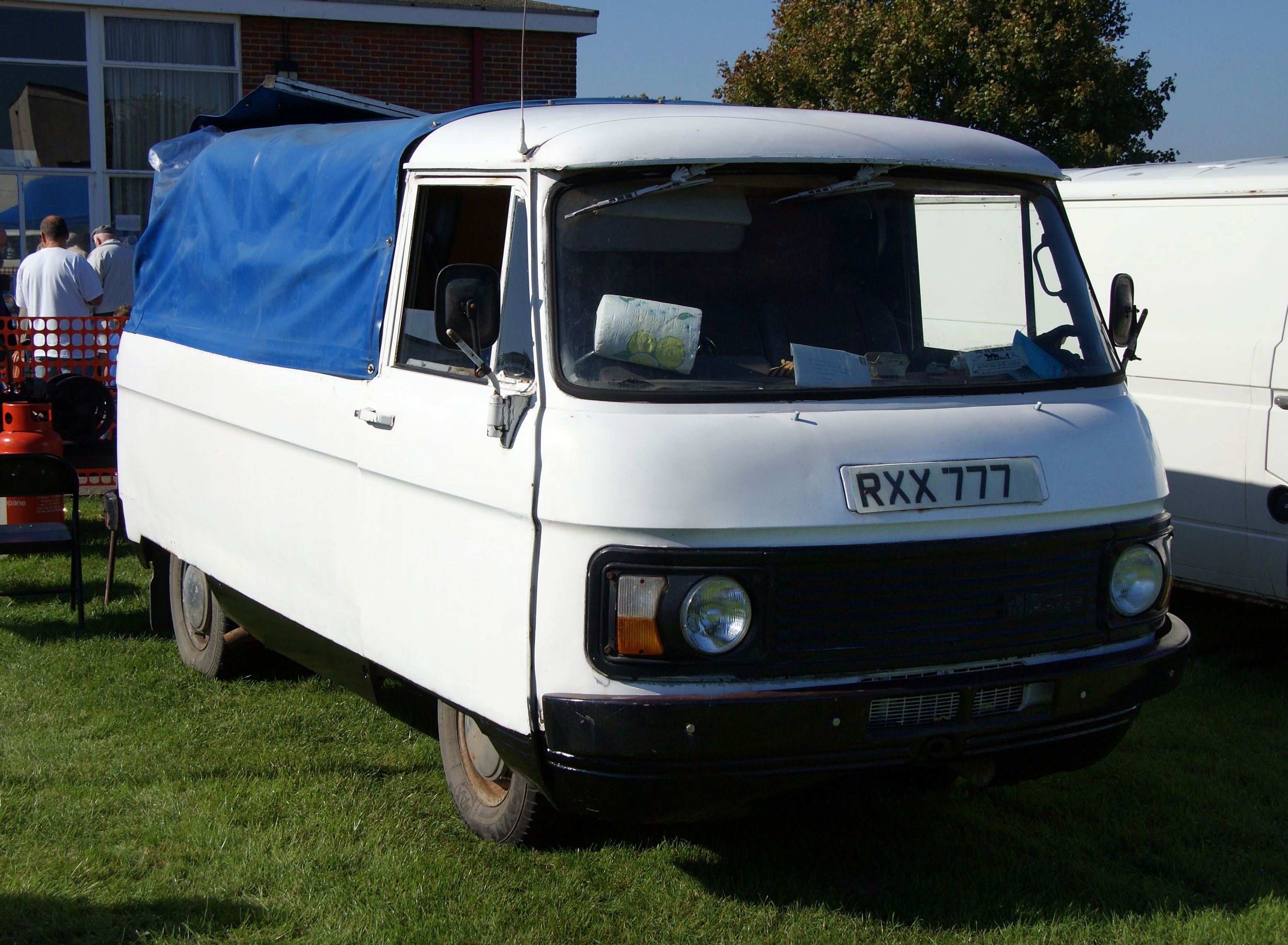
Dodge Spacevan 1980
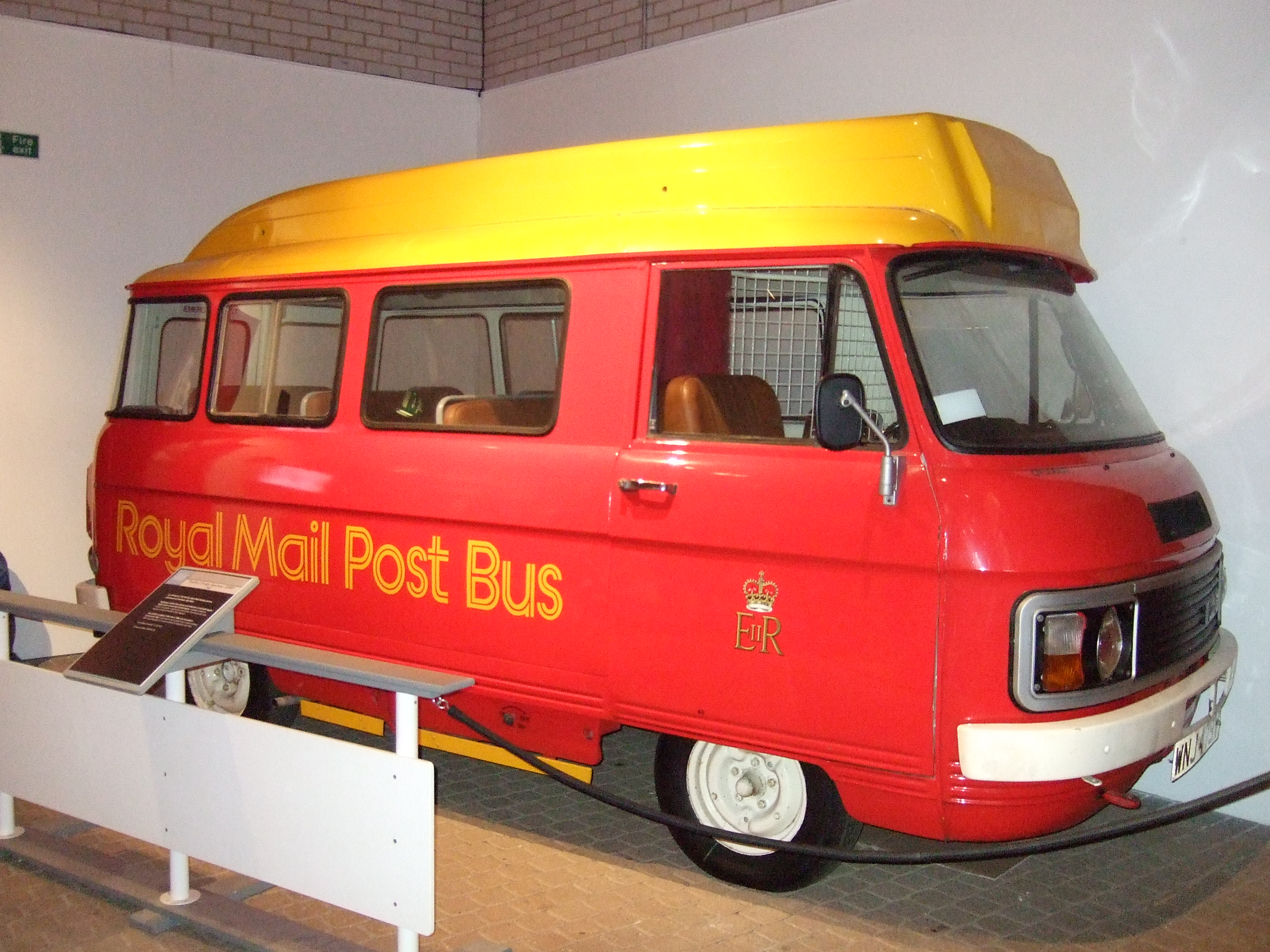
Dodge Spacevan Post Office 1983